# Episodi di Supernatural (settima stagione)

Logo della settima stagione

La settima stagione della serie televisiva Supernatural è stata trasmessa in prima visione negli Stati Uniti da The CW dal 23 settembre 2011 al 18 maggio 2012.
In Italia la stagione è stata trasmessa in prima visione da Rai 2 dal 5 giugno 2013 al 29 agosto 2013.
In questa stagione Misha Collins esce dal cast principale, apparendo in soli cinque episodi.
Gli antagonisti principali della stagione sono Dick Roman e i suoi Leviatani.
| n° | Titolo originale                              | Titolo italiano                        | Prima TV USA      | Prima TV Italia |
| -- | --------------------------------------------- | -------------------------------------- | ----------------- | --------------- |
| 1  | Meet the New Boss                             | Il nuovo Dio                           | 23 settembre 2011 | 5 giugno 2013   |
| 2  | Hello, Cruel World                            | Ciao, mondo crudele                    | 30 settembre 2011 | 12 giugno 2013  |
| 3  | The Girl Next Door                            | La ragazza della porta accanto         | 7 ottobre 2011    | 27 giugno 2013  |
| 4  | Defending Your Life                           | Uno strano tribunale                   | 14 ottobre 2011   | 4 luglio 2013   |
| 5  | Shut Up, Dr. Phil                             | Silenzio, Dr. Phil                     | 21 ottobre 2011   | 16 luglio 2013  |
| 6  | Slash Fiction                                 | Slash Fiction                          | 28 ottobre 2011   | 18 luglio 2013  |
| 7  | The Mentalists                                | I sensitivi                            | 4 novembre 2011   | 18 luglio 2013  |
| 8  | Season Seven, Time for a Wedding!             | Settima stagione: è ora di sposarsi!   | 11 novembre 2011  | 23 luglio 2013  |
| 9  | How to Win Friends and Influence Monsters     | Il Diavolo del Jersey                  | 18 novembre 2011  | 30 luglio 2013  |
| 10 | Death's Door                                  | La porta della morte                   | 2 dicembre 2011   | 1º agosto 2013  |
| 11 | Adventures in Babysitting                     | Tutto quella notte                     | 6 gennaio 2012    | 1º agosto 2013  |
| 12 | Time After Time                               | Salti temporali                        | 13 gennaio 2012   | 6 agosto 2013   |
| 13 | The Slice Girls                               | Il ritorno delle amazzoni              | 3 febbraio 2012   | 8 agosto 2013   |
| 14 | Plucky Pennywhistle's Magic Menagerie         | Il parco magico di Plucky Pennywhistle | 10 febbraio 2012  | 8 agosto 2013   |
| 15 | Repo Man                                      | Riposseduto                            | 17 febbraio 2012  | 13 agosto 2013  |
| 16 | Out With The Old                              | Fuori il vecchio                       | 16 marzo 2012     | 15 agosto 2013  |
| 17 | The Born-Again Identity                       | Nato due volte                         | 23 marzo 2012     | 15 agosto 2013  |
| 18 | Party on, Garth                               | Alla tua salute, Garth!                | 30 marzo 2012     | 20 agosto 2013  |
| 19 | Of Grave Importance                           | La dimora Van Ness                     | 20 aprile 2012    | 22 agosto 2013  |
| 20 | The Girl with the Dungeons and Dragons Tattoo | La ragazza con il tatuaggio            | 27 aprile 2012    | 22 agosto 2013  |
| 21 | Reading is Fundamental                        | Leggere è fondamentale                 | 4 maggio 2012     | 27 agosto 2013  |
| 22 | There Will Be Blood                           | Ci sarà sangue                         | 11 maggio 2012    | 29 agosto 2013  |
| 23 | Survival of the Fittest                       | La legge del più forte                 | 18 maggio 2012    | 29 agosto 2013  |

## Il nuovo Dio
- Titolo originale: Meet the New Boss
- Diretto da: Phil Sgriccia
- Scritto da: Sera Gamble

### Trama
Impauriti dalla nuova personalità di Castiel, i fratelli Winchester e Bobby cercano in qualche modo di andare avanti con le loro vite non trascurando però l'imminente pericolo che sta per distruggere il mondo. Così, mentre Castiel, nei panni del nuovo Dio, fa strage di angeli e umani che, in qualche modo, l'hanno tradito, i tre tentano invano di trovare una soluzione, mentre Sam è costretto altresì a combattere con la rottura del muro che lo porta ad avere terribili allucinazioni. Sconvolto dalle azioni dell'ormai ex amico, che sta uccidendo i preti ipocriti durante le funzioni religiose e dispensando miracoli in giro per il mondo, Dean è quasi convinto a lasciar perdere tutto e a non occuparsi più delle sorti del mondo fino a quando, grazie alle parole di Sam, capisce che forse c'è qualcuno che può fermarlo. Così, ignari del fatto che poco prima Castiel ha proposto una nuova alleanza a Crowley, i tre, mossi dalle migliori intenzioni, lo invocano per farsi dare un incantesimo per assoggettare Morte (come aveva fatto Lucifero). Intanto Castiel comincia a sentire delle voci che lo chiamano e ogni volta che usa i suoi poteri compaiono delle piaghe sul suo corpo: sono le anime intrappolate dentro di lui che chiedono di uscire. Ottenuto l'incantesimo da Crowley, i cacciatori entrano di soppiatto nella casa di un collezionista per cercare l'ultimo ingrediente: un cristallo di Dio (folgorite). A seguito dell'incantesimo, appare Morte incatenato che chiede di essere liberato e, credendo di essere stato invocato per le visioni di Sam, dice che non può fare niente in merito. Proprio mentre Dean gli chiede di uccidere il nuovo Dio, appare Castiel che tenta di fermali. Inizia un'intensa discussione durante la quale Morte deride Castiel per le sue pessime condizioni in quanto il suo tramite non sopporta tutto il potere delle anime e, inoltre, lo mette al corrente del fatto che durante l'acquisizione delle anime ha preso dal Purgatorio anche la peggiore delle cose: i Leviatani. Conclusa la discussione, Morte viene liberato da Castiel che subito dopo sparisce lasciando il rivale insieme a Sam, Dean e Bobby. I tre, riuscendo a trovare un punto d'incontro con Morte scoprono come poter salvare Castiel e far tornare tutto alla normalità: devono convincere l'angelo a restituire le anime al Purgatorio durante un'eclissi che ci sarà a breve.
Nel frattempo Castiel si sveglia in una pozza di sangue e, sconvolto, scopre di aver ucciso degli innocenti, realizzando che i Leviatani stanno prendendo il sopravvento su di lui. Tornati a casa di Bobby però solo Sam sembra credere ancora nella causa di poter salvare Castiel, mentre Dean si arrabbia con Sam per avergli mentito in merito alle allucinazioni. Dopo aver scoperto l'ultima strage di Castiel, Dean si convince che è impossibile salvarlo, ma Sam prova comunque a evocare l'angelo. Non ottenendo il risultato desiderato, Sam torna dal fratello e, insieme, vengono sorpresi dall'arrivo di Castiel che, ormai in pessime condizioni, chiede il loro aiuto. Portato nel laboratorio, come detto da Morte, Sam, Dean e Bobby si preparano al rituale per riaprire le porte del Purgatorio guidati anche dalle parole dell'ora pentito Castiel; così, mentre Dean e Bobby preparano la stanza, Sam si reca a prendere il sangue per disegnare il sigillo. Una volta arrivato nella stanza adiacente però, Sam ha uno spiacevole incontro: davanti a sé trova Lucifero che, ridendo del ragazzo, lo informa di essere ancora nella gabbia.
Manca poco all'ora dell'eclissi e Dean, non vedendo tornare il fratello, lo va a cercare trovando però solo il barattolo con il sangue. Il rituale ha inizio: Castiel si libera di tutte le anime e, una volta richiusa la porta, cade a terra morto. Alla vista dell'amico a terra, Dean e Bobby cercano conforto l'un nell'altro quando, improvvisamente, l'angelo rinviene e sorprendentemente è tornato in sé. Felici del suo ritorno, i tre vanno ora a cercare Sam ma vengono bloccati dallo stesso Castiel che li invita a fuggire in quanto i Leviatani sono rimasti in lui, troppo forti per essere fronteggiati. Subito dopo, Castiel ha uno strano atteggiamento e, dopo aver attaccato Dean e Bobby, fa loro le sue presentazioni: Castiel è morto e ora il posto è lasciato ai Leviatani.
- Supernatural Legend: Cavalieri dell'Apocalisse, Leviatano
- Guest star: Misha Collins (Castiel), Julian Richings (Morte), Mark Pellegrino (Lucifero), Jim Beaver (Bobby), Mark Sheppard (Crowley)
- Musiche: Drive Fast, Take Chances (Acid King), Slow Ride (Foghat), These Boots Are Made for Walking (Nancy Sinatra)
- Ascolti USA: telespettatori 2 011 000 - share 3%[1]

## Ciao, mondo crudele
- Titolo originale: Hello, Cruel World
- Diretto da: Guy Bee
- Scritto da: Ben Edlund

### Trama
Dopo aver ritrovato Sam, in preda a forte allucinazioni, Dean e Bobby scoprono loro malgrado che il corpo di Castiel non può contenere tutti i leviatani che, per liberarsi, si sono diretti alla risorsa comunale d'acqua così da arrivare ovunque e poter prendere possesso dei corpi di chiunque. Preoccupati dalla nuova minaccia, Dean e Bobby devono ora far fronte anche alla confessione di Sam riguardo alle sue visioni su Lucifero e alla sua paura di non distinguere la realtà dalle allucinazioni. Così, intenti ad aiutarlo, Bobby rimane in casa con Sam mentre Dean segue per conto suo alcuni indizi che lo portano a capire che questi leviatani non solo sono dei mostri a loro sconosciuti, ma sono anche dei cannibali.
Mentre si verificano i primi omicidi a causa dei leviatani, in un ospedale non molto distante dalla casa di Bobby, la sceriffo Jody Mills è ricoverata per un'appendicite quando, insospettita dal comportamento del dottore Gaines, lo segue e scopre che sta mangiando gli organi di una paziente. Così, memore della lotta contro gli zombie, la donna chiama Bobby per farsi aiutare il quale subito accorre da lei lasciando a casa Sam. Arrivato in ospedale e messa in salvo la donna, Bobby capisce che dietro la morte alcuni cadaveri rinvenuti nell'obitorio ci sono i leviatani e, proprio mentre sta per andarsene, ha un faccia a faccia con il medico il quale riconosce Bobby come amico di Castiel. Il cacciatore prova a sparare al leviatano ma scopre che l'argento non ha efficacia su questi esseri.
Intanto, Sam segue Dean alla ricerca dei leviatani ma, una volta arrivato sul luogo, scopre suo malgrado che quello non era suo fratello bensì Lucifero che, volendo portare il ragazzo alla morte, lo istiga a uccidersi. Solo grazie all'arrivo di Dean, Sam riesce a capire come mandare via Lucifero e riprendere un minimo di lucidità: imprimendosi una ferita che gli ha curato Dean riesce a scacciare via le visioni. Arrivati da Bobby, Sam e Dean hanno una brutta sorpresa: la casa è stata bruciata e di Bobby non c'è traccia. Ad attenderli, c'è però uno dei leviatani che, dopo una dura lotta contro i due, finisce schiacciato da un'auto. Dean con una gamba rotta e Sam privo di sensi vengono portati in ospedale, ormai diventato il covo dei leviatani, senza poter fare niente per evitarlo. Intanto il Leviatano schiacciato dall'auto in realtà è ancora vivo.
- Supernatural Legend: Lucifero, Leviatano
- Guest star: Jim Beaver (Bobby Singer), Misha Collins (Castiel), Mark Pellegrino (Lucifero), Kim Rhodes (sceriffo Jody Mills), Cameron Bancroft (dottor Gaines), Benito Martinez (Edgar), Olivia Steele Falconer (Annie)
- Musiche: Black Water (The Doobie Brothers)
- Ascolti USA: telespettatori 1 800 000 - share 2%[2]

## La ragazza della porta accanto
- Titolo originale: The Girl Next Door
- Diretto da: Jensen Ackles
- Scritto da: Andrew Dabb e Daniel Loflin

### Trama
Riusciti a fuggire dall'ospedale prima di essere presi dai leviatani, Sam e Dean, grazie alla complicità di Bobby, si rifugiano nella vecchia casa di Rufus, ormai da tempo disabitata. Costretto a letto a causa di una gamba rotta, Dean cerca di capire se il fratello stia realmente bene ma, approfittando di un suo momento di riposo, Sam decide di andarsene per seguire un caso che già lo aveva visto coinvolto nel 1998. Preoccupato per le condizioni del fratello, Dean decide di raggiungere Sam e, conoscendo bene il suo modus operandi, riesce a seguire le sue tracce. Sam intanto, ignaro di tutto, segue la creatura, un kitsune, per scoprire poi che altro non è che Amy, la stessa ragazza che, in passato, l'aveva salvato e lasciato andare. Trovatosi faccia a faccia con l'ex amica, Sam è sul punto di ucciderla quando però capisce che l'unica cosa che l'abbia spinta a tornare a uccidere è stata la salute del figlio, che è riuscito a guarire solo grazie alla carne umana fresca. Mosso a compassione dalle parole della donna, Sam decide di risparmiarla e, una volta raccontato tutto a Dean, i due concordano nel lasciare la donna libera. Sulla strada del ritorno però, i fratelli Winchester si separano momentaneamente e, con l'inganno, Dean va da Amy e la uccide brutalmente, sotto gli occhi del figlio che giura vendetta all'assassino di sua madre.
Intanto, i leviatani, sono sulle tracce di Sam e Dean, scovati nella loro nuova residenza.
- Supernatural Legend: Leviatano, Kitsune
- Guest star: Jim Beaver (Bobby Singer), Jewel Staite (Amy Pond), Colin Ford (il giovane Sam), Emma Grabinsky (la giovane Amy)
- Musiche: Two Days In February (Goo Goo Dolls)
- Citazioni: Quando Sam esce di soppiatto da casa lasciando Dean dormiente, si sente in sottofondo la pubblicità del film San Valentino di sangue 3D di cui Jensen Ackles è protagonista. Il nome del kitsune, Amy Pond è quello della compagna di viaggio dell'undicesima incarnazione di Doctor Who, la quale riceve la seconda visita del Dottore 14 anni dopo la prima esattamente come accade tra Sam e il Kitsune. La puntata finisce esattamente come il capitolo 1.2 di Kill Bill: Dean uccide Amy non accorgendosi della presenza del figlio di quest'ultima avvertendolo in seguito che se vorrà la sua vendetta, egli lo aspetterà.

- Ascolti USA: telespettatori 1 720 000 - share 2%[3]

## Uno strano tribunale
- Titolo originale: Defending Your Life
- Diretto da: Robert Singer
- Scritto da: Adam Glass

### Trama
Spinti dalla morte di due uomini apparentemente estranei tra loro, Sam e Dean lasciano da parte i leviatani e si occupano di un nuovo caso. Niente sembra aiutare i fratelli Winchester se non la strana presenza di terra rossa su entrambe le scene del delitto. A partire da quell'unico dettaglio, Sam e Dean risalgono a un granaio poco fuori città. In viaggio però, i due s'imbattono in Warren, un uomo spaventato che, messo in salvo dai due, racconta loro di come le sue ex vittime, lo stiano inseguendo. Nonostante i pareri diversi, Sam e Dean continuano a indagare sul caso e, mentre Dean si reca al bar per chiedere informazioni riguardo al granaio, Sam scopre tramite Bobby che dietro tutto c'è il dio egizio Osiride, giudice supremo che si nutre dei sensi di colpa degli uomini per decretarne la morte. Preoccupato per la loro stessa vita, Sam prova a chiamare Dean, ignaro del fatto che Osiride l'abbia già preso. Così, messo al sicuro Warren, che però non rispetterà quando detto da Sam e verrà ucciso dai suoi sensi di colpa, Sam riesce a trovare Dean e, in un tribunale fittizio, decide di essere il suo avvocato. Al bancone salgono tre testimoni: Jo, che però non accusa Dean, Sam stesso e, infine Dean che, sentendosi troppo in colpa per tutta la sua vita, viene reputato colpevole e, quindi, prossimo a morte certa. Con il tempo che stringe, Sam cerca una soluzione che gli arriva da Bobby: uccidere Osiride con un corno di montone. Trovata l'arma, Sam lascia solo Dean, pronto a lasciarsi morire per mano di Jo. Così, mentre Dean è con l'amica a parlare delle loro vite e a lasciarsi convincere della sua innocenza, Sam riesce a prendere l'arma e a trovare Osiride un istante prima che il dio lasciasse che Jo uccidesse l'amico di sempre.
Scampato il pericolo, Sam confessa a Dean che, vista la sua esperienza all'Inferno, il suo senso di colpa è sparito, motivo per il quale Osiride non l'ha scelto come vittima.
- Supernatural Legend: Osiride
- Guest star: Jim Beaver (Bobby Singer), Alona Tal (Jo Harvelle), Faran Tahir (Osiride), Julian Christopher (Warren), Emilie Ullerup (Mia), Crystal Balint (Jane)
- Musiche: Down South Jukin (Lynyrd Skynyrd)
- Citazioni: nel corso della puntata vengono citati due romanzi di Stephen King, Christine - la macchina infernale e Cujo.
- Ascolti USA: telespettatori 1 690 000 - share 2%[4]

## Silenzio, Dr. Phil
- Titolo originale: Shut Up, Dr. Phil
- Diretto da: Phil Sgriccia
- Scritto da: Brad Buckner e Eugenie Ross-Leming

### Trama
Attirati da morti avvenute in strane circostanze, Sam e Dean si recano a Prosperity, Indiana, ignari del fatto che i leviatani sono sulle loro tracce. Indagando sulla strana morte di Wendy e Carl rispettivamente un agente immobiliare e un architetto, invano, i fratelli Winchester si imbattono in un altro omicidio che vede coinvolto Dewey, un costruttore, e sulla scena del delitto Dean trova delle monete antiche. Concentrandosi sui legami tra le vittime, Sam risale ad un progetto di un centro commerciale che i tre avevano intenzione di portare a termine, appoggiati anche da Don Stark, un imprenditore. Preoccupati per l'incolumità dell'uomo, Sam e Dean si recano da lui dove Sam scopre che sua moglie, Maggie, dalla quale Don si sta separando, è una potente strega ed è causa della morte delle vittime. I fratelli Winchester, scoperta la verità, si recano a casa della donna dove trovano una sorta di altarino che indica, come prossima vittima: Jenny, l'assistente di Don. I due, riescono ad arrivare in tempo e a salvare la ragazza prima che la maledizione di Maggie si potesse concludere.
Intanto, la donna sta preparando la sua ennesima festa di beneficenza quando Don si reca da lei per chiederle perdono, invano. Così, carico della sua rabbia, anche lui si vendica della moglie con la magia rovinandole la festa, facendo così capire a Sam e Dean che le streghe in città sono due.
Ottenuto un incantesimo per uccidere gli Stark, Sam e Dean si recano a casa dai due dove però, il loro piano non va a buon termine e, messi alle strette dai poteri dei due, Sam e Dean decidono di ricorrere al piano B: terapia matrimoniale. Nonostante i colpi inflitti prima da Don poi da Maggie, Sam e Dean riescono non solo a salvarsi, ma anche a far riconciliare i coniugi che, messi da parte i loro disguidi, tornano ad amarsi come prima.
Portato a termine il lavoro, i fratelli Winchester rientrano in camera dove, ad aspettarli, c'è un leviatano pronto a ucciderli ma, grazie all'intervento di Don, che era tornato per salvare i ragazzi dalla fattura della moglie, il leviatano viene bloccato con un incantesimo temporaneo così da permettere a Sam e Dean di portare la creatura da Bobby, per capire come ucciderlo.
Prima di intraprendere il loro nuovo viaggio, Sam prova a parlare con Dean per capire che cosa lo stia turbando così tanto ma Dean, fingendo che tutto sia nella norma, ignora il fratello per proseguire verso casa di Bobby.
- Supernatural Legend: Streghe, Leviatano
- Guest star: James Marsters (Don Stark), Charisma Carpenter (Maggie Stark)
- Musiche: See the Funny Little Clown (Bobby Goldsboro), Notturno op. 9 n. 2 (Fryderyk Chopin)
- Citazioni: Dean paragona i coniugi Stark prima ai personaggi di Darren e Samantha citando il film Vita da strega con Nicole Kidman e poi ai protagonisti de La guerra dei Roses.
- Curiosità: sia James Marsters che Charisma Carpenter, che impersonano i due antagonisti della puntata, hanno fatto parte del cast di Buffy - L'ammazzavampiri e di Angel.
- Ascolti USA: telespettatori 1 920 000 - share 3%[5]

## Slash Fiction
- Titolo Originale: Slash Fiction
- Diretto da: John Showalter
- Scritto da: Robbie Thompson

### Trama
Sam e Dean entrano in una banca dove, dopo aver minacciato i presenti per rapina, uccidono tutti senza pensarci troppo.
Intanto, Bobby cerca il modo per uccidere Chet, il leviatano preso da Sam e Dean quando, lo stesso mostro, mette a conoscenza i fratelli Winchester di quanto sta succedendo: due leviatani con le sembianze dei fratelli Winchester, stanno creando il panico nello stato. Su consiglio di Bobby, Sam e Dean si recano da Frank Deveraux, un conoscente di Bobby, per crearsi nuove identità così da non poter essere rintracciati dai Leviatani e dalle forze dell'ordine. Grazie a una mappa data loro dallo stesso Frank, Sam riesce a capire il piano d'attacco dei leviatani: ripercorrere tutti i vecchi casi dei due, facendo stragi nelle città dove hanno cacciato da quando Sam ha lasciato Stanford. Pensando di anticipare le loro mosse, Sam e Dean si recano in Iowa, dove, dopo aver incontrato i due leviatani, vengono arrestati.
Nel frattempo Bobby capisce che la decapitazione rallenta il processo di rinascita dei leviatani e, nello stesso momento, riceve una visita inaspettata da Jody Mills che per ringraziarlo si offre di cucinare per lui e per un fortuito caso si scopre che tutti i detersivi che contengono borace riescono a corrodere la pelle dei Leviatani.
Riuscendo a ottenere il diritto di fare una chiamata, Dean chiama Bobby che aggiorna il ragazzo su come rallentare i leviatani. In quell'istante, i due leviatani con le sembianze prima di due poliziotti, poi nuovamente dei fratelli Winchester, riescono a entrare nella stazione di polizia dove divorano un agente, ignari di essere osservati dallo sceriffo che, sconvolto, chiede aiuto al vero Dean tenuto in cella. Il cacciatore manda l'uomo a procurarsi ogni tipo di detersivo contenente borace e, tornato in libertà, si trova faccia a faccia con il falso Sam, che inizialmente ha la meglio sul cacciatore. Ma grazie all'intervento dello sceriffo che rovescia un secchio di detersivo sul leviatano, Dean riesce a ucciderlo. Intanto Sam si scontra con il falso Dean che rivela di come suo fratello ha ucciso la kitsune Amy, lasciando il cacciatore sconvolto. Dean interviene in tempo per salvare il fratello e uccidere il leviatano, grazie all'aiuto dello sceriffo che li lascia scappare dichiarandoli morti. Due agenti dell'FBI giungono alla stazione di polizia per visionare i corpi dei Winchester, ma lo sceriffo comunica loro che i corpi sono stati già cremati, cercando di nascondere la verità. Uno dei due agenti si rivela essere un leviatano che, dopo aver ucciso lo sceriffo e la coroner, scopre che i veri Winchester sono ancora in vita. Il leviatano chiama il suo capo, Dick Roman, un potente imprenditore, per informarlo dell'accaduto che gli intima di uccidere al più presto i due cacciatori. Dick, entrando in macchina, ha un incontro con Crowley il quale vorrebbe creare un'alleanza con lui ma il leviatano, dopo aver espresso il suo disprezzo per i demoni, gli nega qualsiasi tipo di contatto.
Sam e Dean, finalmente liberi di circolare, si recano vicino a un fiume per liberarsi delle teste dei leviatani ma qui, Sam confessa a Dean di sapere quanto accaduto a Amy e, arrabbiato e deluso dal fratello, si allontana da lui, facendolo proseguire da solo perché, al momento, non riesce a parlargli né tanto meno a stargli accanto.
- Supernatural Legend: Leviatano
- Guest star: Jim Beaver (Bobby Singer), Mark Sheppard (Crowley), James Patrick Stuart (Dick Roman), Kim Rhodes (sceriffo Jody Mills), Sean Owen Roberts (Chet/Leviatano), Kevin McNally (Frank Devereaux), Shaun Smyth (agente speciale Morris), Morgan David Jones (agente speciale Valente/Leviatano), Michael Hogan (sceriffo Osborne)
Un'apparizione speciale è stata fatta dalla scrittrice statunitense S. E. Hinton che ha interpretato il ruolo di una delle vittime alla tavola calda di Connor's Diner a St. Louis.
- Musiche: All Out of Love (Air Supply)
- Citazioni: mentre guida l'auto sostitutiva, Dean parlando dell'Impala, la sua "Baby", afferma che "nessuno dovrebbe metterla in un angolo" citando Patrick Swayze in Dirty Dancing. Inoltre, Bobby paragona la scena della rapina nel fast food a quella effettuata nella tavola calda in "Pulp fiction" riferendosi ai leviatani con le sembianze di Dean e Sam come "zucchino" e "coniglietta".
- Ascolti USA: telespettatori 1 740 000 - share 2%[6]

## I sensitivi
- Titolo originale: The Mentalists
- Diretto da: Mike Rohl
- Scritto da: Ben Acker e Ben Blacker

### Trama
Dopo una settimana e mezzo di separazione, Sam e Dean si ritrovano casualmente uniti in un caso che li porta a Lily Dale, New York. La città, famosa per la sua storia basata sui fondatori chiaroveggenti, ha subito gravi perdite a causa della morte di diversi maghi e cartomanti. Le ricerche riguardo al caso conducono i fratelli Winchester da Melanie Golden, nipote di una delle vittime che, scettica riguardo al lavoro dei cartomanti, cerca comunque di dare il suo aiuto. Sam e Dean si recano così all'emporio per riprendere una collana presente su entrambe le scene del crimine che, però, risulta essere innocua. Poco dopo, i due vengono contattati da Melanie la quale è accorsa a casa di un'amica, Camille, sensitiva anch'ella che, come tutte le altre vittime, ha avuto una visione della propria morte. Divisi per continuare le ricerche, i fratelli Winchester si uniscono nuovamente quando dalla videosorveglianza di Camille è emersa la presenza di un fantasma che Melanie riconosce essere una dei fondatori di Lily Dale. Sam e Dean, per sincerarsi della situazione, si recano al museo della città dove la guida racconta loro la storia di Kate e Margaret Fox, due sorelle che, molti anni prima, erano famose per i loro spettacoli di magia. 
Giunti sulla tomba di Kate Fox, i fratelli Winchester stanno per bruciare le sue ossa ma improvvisamente appare il fantasma di Kate che tenta invano di fermarli. Quando tutto sembra finito, Melanie in preda al panico li richiama: è apparso nuovamente il fantasma che ha ucciso Camille. I fratelli Winchester realizzano di aver ucciso la sorella sbagliata e provano ora a trovare le ossa di Margaret che, però, sono sparite dalla tomba e sospettano che la prossima vittima potrebbe essere Melanie. Divisi per cercare le ossa della donna, Dean tenta di proteggere Melanie quando appare loro il fantasma che sta per avere la meglio ma, grazie a Sam che riesce a capire che dietro tutto c'è proprio il venditore dell'emporio, le ossa vengono bruciate e Melanie salvata.
Tutto è andato per il meglio e, risolto il caso, Sam riesce a perdonare Dean, capendo le sue ragioni e tornando a tutti gli effetti a lavorare con lui.
- Supernatural Legend: Fantasmi
- Guest star: Dorian Brown (Melanie Golden), Rukiya Bernard (Camille Thibideaux), Johnny Sneed (Jimmy Tomorrow)
- Citazioni: nel corso della puntata il personaggio di Melanie, non appena scopre la vera identità dei fratelli, fa un riferimento alla nota serie televisiva The X Files.
- Curiosità: il titolo dell'episodio si riferisce alla nota serie televisiva The Mentalist il cui protagonista è un ex truffatore psichico che aiuta la polizia.
- Ascolti USA: telespettatori 1 840 000 - share 2%[7]

## Settima stagione: è ora di sposarsi!
- Titolo originale: Season 7, Time for a Wedding!
- Diretto da: Tim Andrew
- Scritto da: Andrew Dabb e Daniel Loflin

### Trama
Dean raggiunge Sam in una chiesa di Las Vegas dove, con sorpresa, trova il fratello in procinto di sposarsi con Becky Rosen. Sconvolto dalla cosa, Dean prova a capire che cosa ci sia dietro, ma Sam gli dice che è realmente innamorato della ragazza. Le strade dei due sembrano dividersi e, mentre Dean cerca di contattare Bobby per aggiornarlo della situazione, Sam vive la sua nuova relazione con Becky. La ragazza, prima di andare a casa, fa un salto al locale nel quale si terrà la rimpatriata liceale dove, dopo aver mostrato Sam come un trofeo, incontra Guy, un suo amico wiccan che, come da accordo, le dà la sua pozione: Becky infatti, sta drogando Sam con un elisir d'amore per tenerlo accanto a lei.
Intanto Dean attratto da alcune strane morti, va da Sam, che ora vive da Becky, per seguire il caso, ma scopre che il fratello ci sta già lavorando con sua moglie. A quel punto Dean comincia seriamente a sospettare che Becky abbia fatto qualcosa a Sam, ma arrabbiato dall'atteggiamento del fratello se ne va e cerca di convincere Bobby ad aiutarlo che però gli manda un sostituto: Garth, un giovane cacciatore che si rivela abbastanza impacciato. I due cominciano a indagare su persone che muoiono poco dopo aver ottenuto il successo o incredibili fortune: sembra infatti che i patti con i demoni degli incroci stiano scadendo in tempi troppo brevi. Indagando sul caso, Dean capisce che anche Sam è in pericolo in quanto le vittime prescelte sono sempre l'oggetto del desiderio di chi ha stipulato il patto. Mentre Dean cerca suo fratello, Sam rinsavisce dall'effetto della pozione e scopre che Becky l'ha drogato ma non può fare nulla perché è stato legato a gambe e piedi. La ragazza, non sapendo che cosa fare, si rivolge nuovamente a Guy il quale, questa volta, vuole in cambio un pagamento: venticinque anni in cambio dell'anima di Sam. Tornata a casa, Sam viene messo al corrente di tutto ma, a quanto pare, Becky è decisa ad accettare l'accordo. Proprio nel momento in cui avrebbe dovuto suggellare il patto però, Becky imprigiona Guy in un pentacolo e, alle sue spalle, arrivano Sam, Dean e Garth. I tre stanno per uccidere il demone quando, improvvisamente, arriva il suo complice, Jackson, a metterli KO. Sam e Dean stanno avendo la peggio contro Guy e Jackson ma, grazie all'aiuto di Becky, i due riescono a uccidere lo stregone e a tenere in pugno Guy. Proprio quando stanno per ucciderlo, arriva Crowley: il re dell'Inferno è infatti arrabbiato con Guy per il suo comportamento (dato che le sue azioni avrebbero potuto scoraggiare la gente a fare patti con loro) e, dopo aver sciolto tutti i patti del demone e spiegato ai fratelli Winchester che i suoi demoni si faranno da parte perché, come loro, anche lui vuole morti i Leviatani, sparisce portando con sé Guy assicurando che l'avrebbe severamente punito per evitare che altri demoni seguissero il suo esempio.
Il caso è risolto e, dopo aver sciolto il matrimonio con Becky, Sam e Dean se ne vanno, lasciando alle loro spalle anche Garth e con un bagaglio accresciuto grazie alla consapevolezza di essere cresciuti ma di avere comunque bisogno l'uno dell'altro.
- Supernatural Legend: Demone dell'incrocio
- Guest star: Leslie Odom Jr. (Guy), Mark Sheppard (Crowley), Emily Perkins (Becky Rosen), DJ Qualls (Garth)
- Musiche: Coro nuziale (Wagner), Cherish (The Association)
- Ascolti USA: telespettatori 1 850 000 - share 2%[8]

## Il Diavolo del Jersey
- Titolo originale: How to Win Friends and Influence Monsters
- Diretto da: Guy Bee
- Scritto da: Ben Edlund

### Trama
Arrivati in New Jersey insieme a Bobby, Sam e Dean evitano ancora di attirare troppo l'attenzione su di loro dopo gli ultimi eventi ma, decidono di investigare su uno strano caso di persone mangiate vive. Mentre Bobby analizza il corpo delle vittime, Sam e Dean si recano al fast food della città dove fanno le prime domande al ranger Rick il quale, sembrando non molto in sé, confessa ai ragazzi di non credere alla versione dell'orso dietro tutti gli omicidi e che, inoltre, anche il suo vice è scomparso ma sembra non preoccuparsene. Sopraggiunto anche Bobby, i tre non riescono a capire cosa si nasconda dietro agli omicidi così da decidere di andare a fare le prime ricerche sul campo. Inoltre notano che il cameriere del locale, Brandon, è visibilmente scontroso sia con i clienti che con i suoi colleghi. Mentre si trovano in una radura per cercare qualche indizio, i tre s'imbattono nel corpo del vice sceriffo impiccato a un albero. Dopo l'arrivo anche del ranger, Sam, Dean e Bobby assistono all'attacco della creatura che trascina Rick sugli alberi uccidendolo ma, grazie a Bobby, riescono a ferirlo e a portarlo a casa per analizzarlo. Sam e Bobby cominciano a fare un'autopsia al corpo scoprendo molte irregolarità, tra cui una sostanza grigia, ma non riescono a capire di cosa si tratta. Nel frattempo Dean comincia ad avere uno strano comportamento ed è continuamente affamato. Il giorno dopo i tre si recano di nuovo al fast food dove Dean prende nuovamente lo stesso panino e sembra non importarsi al caso. Proprio in quel momento, Sam e Bobby capiscono il suo strano cambiamento e quello di tutti gli altri, dipende da qualcosa che è nel cibo. Così, con un Dean sempre più strano, Sam e Bobby portano il panino a casa per analizzarlo e improvvisamente dalla carne comincia a fuoriuscire uno strano liquido, lo stesso rinvenuto nel corpo della creatura. Quella notte, i tre decidono di aspettare che il camion rifornimento porti la carne al deposito dove, con sorpresa, Sam riconosce Edgard, il leviatano che qualche tempo prima pensavano di aver ucciso. 
All'interno del capanno infatti, Edgard incontra il dottor Gaines, un altro leviatano, il quale conferma di aver fatto nuovi esperimenti ma Edgar gli impone di bruciare tutti gli umani tenuti come cavie. Successivamente tutti i leviatani presenti si preparano a ricevere Dick Roman, il capo dei leviatani. L'arrivo di Dick fa capire a Sam, Bobby e Dean, ora tornato in sé, che quello era il problema di cui parlava Crowley e che, se sono arrivati a lui, il piano dei Leviatani è più ampio di quanto potessero immaginare. Per poter capire meglio cosa stiano escogitando, Sam e Dean rimangono di vedetta in macchina mentre Bobby si avvicina all'edificio per poter guardare all'interno.
In quello stesso momento, Dick è insieme al dottor Gaines per ascoltare dei processi degli esperimenti ma, portato nel suo ufficio, sotto gli occhi di Bobby, Dick rimprovera il dottore per non aver testato bene l'efficacia della formula i cui effetti collaterali su alcuni casi hanno attirato l'attenzione della stampa e, sotto gli occhi di altri leviatani, per punizione ed esempio per gli altri, impone al dottore di mangiare sé stesso.
Sconvolto, Bobby viene catturato e portato al cospetto di Dick il quale vorrebbe ucciderlo ma l'intervento di Sam e Dean rovina i suoi piani: i due infatti riescono a rallentare gli altri leviatani e a riuscire a portare in salvo anche Bobby che ha rubato alcuni documenti a Dick.
I tre, in auto, cercano ora di capire cosa stesse succedendo ma quando Sam e Dean provano a rivolgersi a Bobby, salito sul retro del furgone, l'uomo non risponde.
- Supernatural Legend: Leviatano
- Guest star: Jim Beaver (Bobby Singer), Benito Martinez (Edgar), Cameron Bancroft (Dottor Gaines), Sean Owen Roberts (Chet/Leviatano) James Patrick Stuart (Richard Roman/Leviatano)
- Citazioni: Dean, vedendo il disegno del mostro del Jersey, lo paragona a Chewbecca e poco dopo, quando Bobby dice di voler riprendere la sua carabina per una battuta di caccia nei boschi, Dean lo chiama "Davy Crocket" (eroe del Far West). Al fast food, quando il cameriere porta le ordinazioni, chiama Sam "Big Bird" (in italiano "Bibo", uccello della serie tv "Sesame Street"), poi chiama Dean "Ken" (lo storico fidanzato biondo di Barbie) e infine chiama Bobby "Zio Tibia" (Protagonista del fumetto "Creepy"). Mentre ispezionano la cavità addominale del mostro, Bobby cita il Dottor Oz. Quando scoprono cosa c'è nel panino di Dean, Sam cita "Pumpkinhead", protagonista di una saga horror.
- Curiosità: il titolo dell'episodio è un gioco di parole preso dal famoso libro intitolato "How to Win Friends and Influence People" di Dale Carnegie
- Ascolti USA: telespettatori 1 550 000 - share 2%[9]

## La porta della morte
- Titolo originale: Death's Door
- Diretto da: Robert Singer
- Scritto da: Sera Gamble

### Trama
Sam e Dean si accorgono che Bobby è gravemente ferito e mentre i due corrono in ospedale, Bobby si risveglia nella sua testa dove ci mette poco a capire che qualcosa non va. Rivivendo momenti belli e brutti del suo passato, Bobby incontra nuovamente sua moglie Karen, rivede un bambino della sua infanzia e l'immancabile la presenza dei fratelli Winchester e dell'amico Rufus. Proprio grazie a Rufus, che lo accompagna nel suo viaggio mentale, Bobby capisce che, per uscire da quell'incubo e arrivare dai suoi ragazzi per portare loro l'indizio che ha trovato nei documenti di Dick Roman, deve affrontare il peggior ricordo di sempre, ma deve fare in fretta perché il danno cerebrale causato dalla pallottola gli sta lentamente cancellando i ricordi. Pensando che quel ricordo riguardasse Karen, Bobby torna a quel momento ma, rendendosi conto che non è quello che lo farà tornare nella realtà, l'uomo decide di evocare il suo mietitore e bloccarlo per un po' mentre, salutando per sempre Rufus, segue quel bambino che altro non è che lui da piccolo.
Intanto, Sam e Dean devono fare i conti con la realtà e, mentre Dean si scontra con Dick, Sam prova a pensare che c'è la possibilità che Bobby possa lasciarli per sempre quando, improvvisamente, le condizioni dello zio di sempre sembrano migliorare tanto da far sperare in un'operazione per estrarre il proiettile.
Nella sua mente infatti, Bobby è riuscito ad affrontare il suo incubo peggiore: suo padre e il proiettile che da bambino gli sparò facendo morire con lui anche le sue peggiori paure. Salutato il mietitore, Bobby si risveglia giusto il tempo di segnare un numero sulla mano di Sam ma, quando sembra andare tutto per il meglio, Bobby perde nuovamente i sensi sotto gli occhi di Sam e Dean, inermi.
Bobby è nuovamente nella sua testa, nella sua casa, con il mietitore che lo informa che quello sarà il suo ultimo ricordo: così, mentre osserva i suoi due ragazzi svanire, Bobby deve decidere se andare via con il mietitore o rimanere a lottare.
- Supernatural Legend: Mietitore
- Guest star: Jim Beaver (Bobby Singer), Steven Williams (Rufus Turner), Henri Lubatti (Mietitore), Carrie Fleming (Karen Singer), James Patrick Stuart (Richard Roman/Leviatano), Edward Foy (Ed Singer)
- Ascolti USA: telespettatori 1 890 000 - share 2%[10]

## Tutto quella notte
- Titolo originale: Adventures in Babysitting
- Diretto da: Jeannot Szwarc
- Scritto da: Adam Glass

### Trama
Sono passate quattro settimane da quando Bobby, prima di morire, ha lasciato quei numeri a Sam e Dean che, non trovando alcuna pista, decidono di dividersi dopo un'ultima birra. Qualcosa di strano lascia Dean esterrefatto: la sua birra improvvisamente finisce, senza che né lui né suo fratello l'avessero toccata. In seguito, Sam aiuta Krissy, una ragazzina che, su indicazioni del padre ha chiamato Bobby per farsi aiutare, mentre Dean si reca da Frank per cercare di capire qualcosa di più su quei numeri.
Sam scopre che Lee, il padre di Krissy, è un cacciatore che, seguendo una pista, si è imbattuto in una Vetala. Cercando di arrivare all'uomo però, Sam viene a sua volta preso, non sapendo che la Vetala aveva una complice.
Dean scopre da Frank che quei numeri lasciati da Bobby sono coordinate di un appezzamento di terreno nel Wisconsin, acquistato di recente da Dick Roman che ha intenzione di costruire qualcosa. Successivamente Dean prova a mettersi in contatto con Sam ma, una volta incontrata Krissy, si trova costretto a portare con sé la ragazzina. Giunti sul luogo di caccia delle Vetala, i due riescono a identificarle e a seguirle fino al loro nascondiglio dove, intanto, Sam è con Lee. Una volta entrato, Dean sta per avere la meglio sulle due quando però, liberatasi dall'auto, Krissy entra e si fa catturare da una delle due Vetala. Per non far uccidere la ragazzina, Dean getta l'arma ma, proprio quando la Vetala sta per uccidere Lee, Krissy si gira e uccide l'altra permettendo così a Sam di liberarsi e di uccidere anche l'altra. La loro avventura è finita e, in ospedale, i fratelli Winchester consigliano a Lee di lasciar perdere quella vita e di permettere alla figlia di condurre una vita normale.
In viaggio sull'Impala, Sam e Dean decidono di buttarsi nuovamente a capofitto nel loro lavoro per cercare di uccidere Dick Roman.
- Supernatural Legend: Vetala
- Guest star: Kevin McNally (Frank Devereaux), Ian Tracey (Lee Chambers), Madison McLaughlin (Krissy Chambers)
- Musiche: Ridin' the Storm Out (R.E.O. Speedwagon); Dear Mr. Fantasy (Traffic)
- Curiosità: il titolo dell'episodio è un riferimento all'omonimo film statunitense del 1987 diretto da Chris Columbus tradotto in italiano col titolo di Tutto quella notte
- Ascolti USA: telespettatori 1 820 000 - share 2%[11]

## Salti temporali
- Titolo originale: Time After Time
- Diretto da: Phil Sgriccia
- Scritto da: Robbie Thompson

### Trama
Canton, Ohio. Sulla scia di un caso, i fratelli Winchester seguono un uomo quando Dean, pronto a bloccare lo strano tizio in procinto di uccidere la sua ennesima vittima, sparisce in un fascio di luce insieme all'assassino, sotto gli occhi increduli di Sam.
Due giorni prima, mentre Dean continua a cercare qualcosa su Dick Roman, Sam riceve la chiamata di Jody Mills che gli dà una pista per un nuovo caso. Interessati, i fratelli Winchester, dopo aver trovato una vecchia casa abbandonata come rifugio, cominciano le loro indagini e, tra le tante ricerche, risalgono a un uomo, Ethan Snider, presente sulla scena di un crimine di molti anni fa e sulle scene degli attuali casi con la particolarità che non è mai invecchiato. Risalendo all'uomo, Sam e Dean lo pedinano, arrivando così alla scena iniziale. Mentre Sam rimane nel presente, aiutato da Jody, Dean si ritrova catapultato nel 1944 dove, dopo essere stato arrestato, viene liberato grazie all'intervento di Eliot Ness, cacciatore come lui interessato alla cattura del signor Snider. Mentre nel passato Dean scopre di avere a che fare con Crono, il dio del tempo, anche Sam ha la stessa intuizione e capisce che l'unico modo per far tornare indietro Dean è di invocare Crono, ma deve farlo nel momento esatto in cui il dio si trova vicino Dean. Mentre lo scoraggiato Sam continua le sue ricerche, Dean insieme a Eliot è vicino a uccidere Crono quando scopre che il dio, in realtà, non stava per uccidere la cameriera Lila in quanto è la sua ragazza. Mentre Dean va da Ezra a prendere l'arma per uccidere Crono, Eliot si imbatte in lui ma riesce a scamparla. Dean intanto, scoperto che la morte di Crono comporterà la sua permanenza nel 1944, riesce con un espediente a mandare una lettera a Sam che, appena trovata, corre subito a interrogare Lila Taylor, l'unica presente nel momento desiderato da Sam. La donna, in lacrime, racconta come in quella notte, tutti gli orologi si fermarono alle 11:34 quando Ethan uccise quel povero uomo, Dean. Preoccupato, Sam corre a casa per fare il suo incantesimo e in quel momento, nel 1944, la lotta tra Ethan e Dean ha inizio e il dio sta avendo la meglio ma, repentinamente, i due vengono riportati al presente dove Sam riesce a ucciderlo grazie all'arma mandata da Eliot nel tempo. Prima di morire però, Crono informa i ragazzi che nel loro futuro c'è tanta melma nera, riferendosi ai leviatani che sono ormai ovunque.
- Supernatural Legend: Crono
- Guest star: Kim Rhodes (Sceriffo Jody Mills), Nicholas Lea (Eliot Ness), Jason Dohring (Ethan Snider/Chronos), Melissa Roxburgh (Lila Taylor), Linda Darlow (Ezra Moore)
- Citazioni: Dean, mentre si trova nel passato, si riferisce a diversi film che trattano di viaggi nel tempo come L'esercito delle 12 scimmie e Ritorno al futuro mentre The Untouchables - Gli intoccabili, di cui Dean cita una celebre battuta di Sean Connery ("È così che si fa a Chicago"), è un film ispirato proprio a Eliot Ness.
- Ascolti USA: telespettatori 1 550 000 - share 2%[12]

## Il ritorno delle amazzoni
- Titolo originale: The Slice Girls
- Diretto da: Jerry Wanek
- Scritto da: Eugenie Ross-Leming e Brad Buckner

I fratelli Winchester per non pensare ancora a come vendicare Bobby, s'interessano a un caso in cui alle vittime vengono amputati mani e piedi. Giunti sul luogo, scoprono che tutte e quattro le vittime, uomini, hanno sul petto una strana incisione. Divisi per fare le loro ricerche, Dean si reca in un bar, il Cobalt Room, dove incontra Lydia con la quale ha un rapporto. L'indomani, la donna è incinta e in poco tempo partorisce una bambina, Emma.
Sam si presenta al professor Morrison come agente dell'FBI per cercare di scoprire il significato di quel simbolo ma, da un'analisi primaria, il professore non sa dare molte risposte e fa capire che lavorerà celermente solo se i due procurano la green card alla sua domestica. Intanto si verifica un nuovo omicidio con lo stesso modus operandi, ma i fratelli Winchester non sanno da dove cominciare e, nuovamente, si dividono: Dean, avendo dimenticato la fiaschetta di Bobby da Lydia torna da lei mentre Sam rimane all'obitorio dove incontra la detective, Charlene Penn, che si occupa del caso.
A casa da Lydia, Dean conosce Emma, che ha le sembianze di una bambina di un anno, ma prima di uscire, la sente parlare. La cosa lo turba molto e decide così di rimanere a spiare la casa da dove, poco dopo, vede uscire delle donne con Emma che ora però ha circa cinque anni. Intanto Sam scopre che le vittime poco prima di morire sono state al Cobalt Room, lo stesso bar dove è stato anche Dean. Raggiunto di nuovo Sam, i due scoprono tramite il professor Morrison che quel simbolo è legato alle Amazzoni e, dopo altre ricerche, Sam scopre che le amazzoni uccidono i padri delle loro figlie. Preoccupati per l'incolumità di Dean, i due continuano le loro ricerche, mentre, in un magazzino abbandonato, le amazzoni preparano il loro rito di iniziazione per le bambine, ora adolescenti.
Nella loro stanza d'albergo, mentre rovistano tra i libri, Sam e Dean trovano un foglio scritto in greco che, secondo Dean si è mosso da solo e pensa che sia stato lo spirito di Bobby. Mentre Sam corre dal professor Morrison per far tradurre il testo dove scopre che a uccidere la vittima sarà proprio la figlia, Dean ha un faccia a faccia con Emma la quale, preoccupata, si presenta alla sua porta per farsi salvare.
Sam cerca di correre da Dean per avvertirlo ma viene bloccato dalla detective Penn, amazzone anche lei, che tenta di ucciderlo: dopo un breve scontro Sam riesce a salvarsi. Intanto Dean non si lascia intenerire da Emma e riesce a prevedere l'attacco della ragazza. Dean avverte Emma di andare via in quanto non vuole farle del male, ma Sam interviene e la uccide prima che lei colpisca Dean, inerme davanti a lei. Sistemata Emma, i due corrono nel covo delle Amazzoni dove però, non trovano nessuno. Rimasti delusi dalla fuga delle Amazzoni, Sam e Dean si ritrovano in viaggio, a cercare di sorreggersi l'un l'altro.
- Supernatural Legend: Amazzoni
- Guest star: Harry Groener (Prof. Morrison), Sara Canning (Lydia), Kendall Cross (Charlene Penn), Alexia Fast (Emma)
- Musiche: Words Collide (Louden Swain), You Shook Me All Night Long (AC/DC)
- Ascolti USA: telespettatori 1 620 000 - share 2%[13]

## Il parco magico di Plucky Pennywhistle
- Titolo originale: Plucky Pennywhistle's Magic Menagerie
- Diretto da: Mike Rohl
- Scritto da: Andrew Dabb e Daniel Loflin

### Trama
Sam fugge inseguito da un clown, ma entrato in un magazzino viene attaccato da altri due clown.
60 ore prima: non avendo notizie utili riguardo Dick Roman, i fratelli Winchester si recano in Kansas, attirati dalla strana morte di un uomo, attaccato da una forma molto rara di polpo. Mentre indagano sul caso, Sam e Dean scoprono che la figlia dell'uomo, Kelly, aveva tentato di avvertirlo riguardo alla presenza di un mostro e, sempre nella stessa città, muore misteriosamente un altro uomo, attaccato da un unicorno. Continuando le ricerche, i fratelli Winchester scoprono che entrambi gli uomini avevano portato i loro figli al Plucky Pennywhistle, un centro ricreativo che organizza feste per i bambini a tema clown. Così, mentre Dean continua le sue ricerche, Sam affronta la sua grande paura dei clown e prova a capire che cosa si nasconda dietro quel posto. La sera però, anche un inserviente del posto viene ucciso in maniera anomala, venendo attaccato da uno squalo. Questa morte, fuorviante per le indagini dei fratelli Winchester, conferma però che le vittime e i modus operandi vengono scelti in quel luogo tanto odiato da Sam dove, su un muro, sono appesi tutti i disegni con i nomi dei bambini, raffiguranti le loro paure che, casualmente, rispecchiano le morti avvenute. Così, su questa base, l'indomani i fratelli Winchester cominciano le loro indagini all'interno del posto: mentre Sam comincia a interrogare duramente tutti i dipendenti, Dean da fuori ne osserva le reazioni e possibili azioni. La ricerca sembra non aver portato a niente fino a quando un bambino, prima di andarsene, dice alla madre che il suo disegno è sparito. Così, mentre Sam segue la madre con il bambino, Dean si reca nel seminterrato dove scopre che, dietro a tutto, c'è della magia nera controllata da uno dei dipendenti del locale. L'uomo però, sotto le minacce di Dean, lo informa che, nonostante abbia strappato il disegno del bambino, la sua prossima vittima è già designata: cioè Sam, dal quale ha notato la paura per i clown. Così, mentre Dean riesce a uccidere l'uomo proprio con la sua stessa arma, Sam deve affrontare i clown che stanno per avere la meglio fino a quando non svaniscono nel nulla grazie alla morte dell'uomo.
Il caso è risolto e, riuniti, Sam e Dean possono lasciarsi alle spalle questa storia e i clown.
- Supernatural Legend: Magia nera
- Guest star: Michael Blackman Beck (Howard), Jennifer Spence (Jean Holiday), Jakob Davies (Tyler)
- Citazioni: Dean chiama Sam "Callaghan", come l'ispettore Callaghan. La frase che Sam si ripete mentre fugge dai clown "Se sanguina, puoi ucciderlo" è una citazione del film Predator; inoltre, tutta la puntata è imperniata sulle paure dei bambini che si materializzano, come in IT di Stephen King: a un certo punto, inoltre, compariranno dei clown, materializzazione dell'antagonista di questo romanzo.
- Ascolti USA: telespettatori 1 880 000 -share 2%[14]

## Riposseduto
- Titolo originale: Repo Man
- Diretto da: Thomas J. Wright
- Scritto da: Ben Edlund

### Trama
Quattro anni prima, in Idaho, Sam e Dean, grazie l'aiuto della wiccan Nora Havelock, riescono a rintracciare un demone che, dopo aver preso il corpo di Jeffrey, sta lavorando per Lilith. Dopo varie torture, i fratelli Winchester riescono a ottenere il nome da loro voluto e, dopo aver esorcizzato il demone, riescono a salvare Jeffrey.
Nel presente, di nuovo nell'Idaho, si stanno verificando omicidi che riprendono il modus operandi di quelli avvenuti quattro anni prima così, Sam e Dean, decidono di occuparsi del caso. Mentre Sam deve nuovamente combattere con le visioni di Lucifero, insieme a Dean si reca da Nora la quale, avendo sentito della nuova serie di omicidi, si sta preparando contro il demone tramite sigilli e vari incantesimi. Con il suggerimento della donna, i fratelli Winchester tornano da Jeffrey che, nel rivederli, rimane profondamente turbato. Parlando di quanto successo, Jeffrey sembra ricordare una lista di nomi, future vittime, che il demone aveva stabilito e così Sam, accompagnato da Lucifero, decide di pedinare la futura prossima vittima, Marjorie Willis, per evitare un ulteriore omicidio. Giunto nella biblioteca dove lavora la presunta vittima, Sam continua le ricerche che, grazie all'aiuto di Lucifero gli fanno notare delle strane cose sulle analisi delle vittime. Tornato a casa di Jeffrey, dove però suo fratello e il ragazzo non ci sono, Sam trova degli incantesimi con una scrittura a lui nota: quella di Nora.
Intanto Jeffrey e Dean vanno nel nascondiglio del demone ma, una volta entrato, Dean trova un altro ragazzo legato e, dopo essere stato drogato, si risveglia minacciato proprio da Jeffrey: il ragazzo infatti, come Nora sta raccontando a Sam, ha obbligato la donna a dargli degli incantesimi evocatori per far tornare il demone che anni prima lo possedette e, per farlo, ha rapito suo figlio. Dean, scioccato dalle parole del ragazzo, non può fare altro che guardare mentre Jeffrey invoca il demone che, però, non possiede lui bensì il figlio di Nora. Deluso dalla cosa, Jeffrey prova a capire il perché e, proprio in quel momento, arriva anche Sam che cerca di bloccare il demone, rimasto però fermo sotto un sigillo. A questo punto, mentre Nora esorcizza il demone per salvare suo figlio, Dean deve uccidere Jeffrey prima che lui uccida il ragazzo.
Tutto si è risolto per il meglio e alla fine Sam e Dean tornano nella loro stanza. Dean, stanco, prova a dormire mentre Sam, torturato da Lucifero, non riesce a mandarlo via e così, divertito dalla situazione, Lucifero circonda Sam di fiamme, urlandogli: "Buongiorno Vietnam!".
- Supernatural Legend: Demoni
- Guest star: Mark Pellegrino (Lucifero), Russell Sams (Jeffrey), Nicole Oliver (Nora Havelock)
- Citazioni: Lucifero cita prima "Nancy Drew" e poi, nella scena finale dell'episodio, urla la frase "Buongiorno, Vietnam!" (Tratta dal film del 1987 "Good Morning, Vietnam").
- Ascolti USA: telespettatori 1 680 000- share 2%[15]

## Fuori il vecchio
- Titolo originale: Out With The Old
- Diretto da: John F. Showalter
- Scritto da: Robert Singer e Jenny Klein

### Trama
Portland, Oregon. Sam e Dean lavorano sul caso della strana morte di una ballerina, Irina Koganzon, che ha danzato ininterrottamente fino a quando non le si sono spezzati i piedi. Una volta addentrati nelle indagini, i due capiscono che le scarpe da ballo che indossava Irina sono maledette e, risalendo al negozio che le ha vendute, i fratelli Winchester conoscono il proprietario, Scott, che mostra loro tutti gli oggetti, appartenuti alla madre defunta, che ha venduto: i fratelli riconoscono delle scatole maledette e, di fretta, cercano di salvare tutti i compratori dei vari oggetti. Una volta ritrovati tutti gli oggetti, Dean li ripone nelle scatole maledette e parlando con Scott scopre che la madre del ragazzo è morta subito dopo aver accettato di vendere il negozio dietro l'insistenza di un'agenzia immobiliare in zona che sta comprando diverse proprietà. Dean capisce che dietro a tutte le vendite dei vari negozi della città si nasconde qualcosa, così decide di fare delle ricerche chiedendo aiuto a Frank. Poco dopo, Frank informa il ragazzo che, dietro tutto, c'è Dick Roman: Joyce Bicklebee infatti, la proprietaria dell'agenzia, e George, il suo assistente, sono in realtà due Leviatani. Così, mentre Sam cerca di rimanere sveglio per non lasciare ancora una volta entrare Lucifero, con un inganno, i fratelli Winchester vengono attratti nel negozio di Scott dove Joyce vorrebbe mangiarli. Una volta qui però, Sam inaspettatamente trova in George un alleato e, grazie proprio al suo aiuto, riesce a salvare Dean e a uccidere Joyce. Dopo aver lasciato fuggire Scott, i fratelli Winchester parlano con George per avere delle risposte: il Leviatano confessa ai ragazzi di voler mangiare il suo capo e, vista l'insistenza di Dean, racconta loro del piano di Dick Roman secondo il quale quella città diventerà un laboratorio di ricerche per trovare una cura al cancro in quanto, in realtà, loro sono sulla Terra solo per aiutare. Sconvolti dalla conversazione con il Leviatano, Dean obbliga Sam a dormire durante il viaggio verso il rifugio di Frank.
Arrivati, i fratelli Winchester non ricevendo risposte da Frank, entrano nella roulotte dove trovano una brutta sorpresa: Frank è sparito, la sua attrezzatura è stata messa a soqquadro e tutta la roulotte è cosparsa da sangue.
- Supernatural Legend: Oggetti maledetti, Leviatano
- Guest star: Kevin McNally (Frank Devereaux), Mary Page Keller (Joyce Bicklebee/Leviatano), Bryan Cuprill (George/Leviatano), Darcy Belsher (Scott Freeman)
- Musiche: Bad Moon Rising (Creedence Clearwater Revival), Il lago dei cigni (Pëtr Il'ič Čajkovskij)
- Citazioni: Dean dice di aver guardato per ben due volte il film Il Cigno Nero con protagonista Natalie Portman
- Ascolti USA: telespettatori 1 730 000 - share 2%[16]

## Nato due volte
- Titolo originale: The Born-Again Identity
- Diretto da: Robert Singer
- Scritto da: Sera Gamble

### Trama
Sam tenta di sopprimere le visioni di Lucifero ma, durante un tentativo di fuga, viene investito e ricoverato in ospedale. Dean raggiunge il fratello che viene informato dal dottore che Sam è in terapia nel reparto psichiatrico.
Nonostante la rassegnazione di Sam, Dean decide di fare tutto ciò che è nelle sue possibilità per aiutarlo e, cercando di contattare tutti i numeri presenti sull'agenda di Bobby, in una strana maniera, risale a Mackey il quale, raccontandogli della sua vicenda, lo indirizza verso un tale Emanuel che sembra essere un vero guaritore. Giunto alla casa del "santone" però, Dean si imbatte in un demone che tenta di ucciderlo. Avendo la meglio sul demone, con sorpresa, Dean si trova di fronte al vero Emanuel: è Castiel.
Intanto in ospedale, Sam tenta invano di combattere Lucifero che attraverso una serie di allucinazioni gli impedisce di dormire e mangiare. Tra i corridoi del reparto, Sam conosce Marin, una ragazza ricoverata per aver tentato il suicidio. Parlando con lei, Sam scopre che la ragazza è perseguitata dal fantasma del fratello così decide di aiutarla anche a costo di farsi mettere sotto stretta sorveglianza dai dottori. Preoccupato per le sue condizioni, il dottore decide di ricorrere a un intervento chirurgico per aiutare il ragazzo.
Nel frattempo, Dean e Castiel viaggiano sull'Impala per raggiungere Sam e, parlando, il cacciatore capisce che l'ormai ex amico non ha più alcuna reminiscenza del passato. Castiel racconta di essere stato trovato sulla riva di un fiume da una donna, Daphne, che poi ha sposato, ed è consapevole di avere dei poteri che usa per curare le persone. Facendo una sosta, Dean si trova nuovamente a dover affrontare diversi demoni, ma questa volta viene soccorso da Meg. La demone, unendosi a Dean, informa il cacciatore che Castiel deve essere protetto in quanto l'apparizione di un guaritore dai poteri angelici sta mettendo in allerta i demoni. Dean, Castiel e Meg arrivano all'ospedale dove all'esterno sono schierati numerosi demoni di guardia. Non sapendo come affrontarli, Meg, supportata poi da Dean, racconta la verità a Castiel che, inizialmente sconvolto, decide di provare a sconfiggere i demoni e mentre li uccide riemergono i ricordi del passato. Riprendendo il suo trench, che Dean aveva custodito, Castiel, mortificato per ciò che ha fatto, non capisce come sia potuto tornare in vita e vorrebbe andarsene, ma Dean lo convince a provare a rimediare ai suoi errori.
Nel frattempo, Sam viene portato dall'infermiere in una sala operatoria dove l'uomo si rivela essere un demone che cerca di uccidere il cacciatore aumentando il voltaggio dell'elettroshock. Castiel giunge in tempo per salvarlo e, scusandosi con Sam per avergli liberato i ricordi della gabbia, prova a guarirlo ma il cacciatore continua a vedere Lucifero. Castiel confessa a Dean che ormai la mente di Sam è distrutta e non c'è niente da fare però decide di fare un tentativo estremo: scambia la sua mente con quella di Sam, portando dentro di sé il contatto con Lucifero. Sam è finalmente guarito, ma Castiel ora è spaventato dalla visione di Lucifero. I fratelli Winchester decidono di lasciare Castiel in ospedale per proteggerlo da eventuali attacchi di demoni. Intanto Meg è riuscita a farsi assumere nell'ospedale come infermiera per sorvegliare Castiel.
- Supernatural Legend: Fantasmi, Lucifero, Angeli
- Guest star: Mark Pellegrino (Lucifero), Misha Collins (Castiel), Rachel Miner (Meg), Bill Dow (dott. Kadinsky), Kacey Rohl (Marin)
- Musiche: Wake Up Little Susie (The Everly Brothers), Turn into Earth (The Yardbirds)
- Citazioni: Parlando con il medico Dean afferma che Sam non è come Norman Bates (il protagonista del film Psyco); in seguito dice a Sam di smetterla di fare "il fottuto Yoda" (personaggio di Guerre stellari) e poi Lucifero dice a Sam: "Cosa abbiamo oggi? Cibo da Babbani?" (dal mondo di Harry Potter). Infine Marin chiede a Sam se la voce nella sua testa sia per caso quella di Charles Manson, uno dei più famigerati serial killer statunitensi.
- Ascolti USA: telespettatori 1 570 000 - share 2%[17]

## Alla tua salute, Garth!
- Titolo originale: Party on, Garth
- Diretto da: Philip Sgriccia
- Scritto da: Adam Glass

### Trama
In Kansas, Garth si occupa di un omicidio avvenuto in strane circostanze che lo riporta a un fantasma del quale, prontamente, brucia le ossa pensando di aver così risolto il tutto. L'indomani però, il fratello della vittima viene assassinato in altrettante condizioni strane così da portare Garth a richiedere l'intervento dei fratelli Winchester. Cominciando a collaborare con Garth, Sam e Dean risalgono alla famiglia delle vittime, i McAnn, nonché proprietari di una birreria del posto dove scoprono, loro malgrado, che anche il terzo socio è morto qualche mese prima.
A casa dei McAnn intanto, la sorella Lilian ancora sotto shock, aggiunge dell'alcol alla sua aranciata che, per sbaglio, viene bevuta dalla piccola Tess la quale, ubriaca, riesce a vedere lo spirito che uccide la donna. Sconvolta, Tess si confida con Garth grazie al quale, Sam e Dean risalgono all'origine del problema: si tratta del fantasma Shojo, visibile solo se ubriachi. Così, Sam e Dean tornano nell'ufficio dove, grazie al circuito interno di sicurezza e all'alcool, riescono finalmente a vedere lo spirito.
Garth intanto, risale alla prossima vittima che, però, non riesce a trarre in salvo. In suo aiuto, arriva prima Sam e poi Dean che, tramite una spada atta all'uccisione dello spirito e con il probabile aiuto di Bobby, così come sostiene Garth, riesce a sconfiggere il fantasma.
Il caso è risolto e Garth saluta i ragazzi lasciandoli con la speranza che, forse, Bobby è ancora presente. In risposta, Sam confessa a Dean di aver provato, senza esiti positivi, a contattare Bobby dicendo, con dispiacere, che la loro voglia di riaverlo accanto li accomuna. Prima di andarsene, Dean torna nella stanza d'albergo in cui aveva lasciato la fiaschetta di Bobby, dove, invisibile ai suoi occhi, l'uomo è proprio di fronte al ragazzo. Bobby però, accorgendosi che Dean non riesce a vederlo, scocciato, scompare lasciando i fratelli Winchester continuare il loro lavoro.
- Supernatural Legend: Fantasma Shojo
- Guest star: Jim Beaver (Bobby Singer), DJ Qualls (Garth), Terry David Mulligan (Randy Baxter)
- Musiche: Poison cover (Bell Biv Devoe)
- Citazioni: Garth viene soprannominato "Top Gun" dalle due ragazze testimoni per gli occhiali che indossa come quelli portati nel film Top Gun da Tom Cruise; Sam, in riferimento alle allucinazioni passate a Castiel, si riferisce al film The Ring. Inoltre, quando viene ipotizzato che Bobby potrebbe essere tornato sotto forma di fantasma, Sam è scettico e Dean gli dice che se non è il suo fantasma potrebbe essere uno Jedi.
- Ascolti USA: telespettatori 1 710 000 - share 2%[13]

## La dimora Van Ness
- Titolo originale: Of Grave Importance
- Diretto da: Tim Andrew
- Scritto da: Brad Buckner e Eugenie Ross-Leming

### Trama
Sam e Dean, continuando le loro ricerche su Dick Roman, scoprono che il Leviatano sta finanziando parecchi scavi archeologici in giro per il mondo alla ricerca di qualcosa. I fratelli Winchester vengono distolti dai loro pensieri dalla chiamata di Annie Hawkins, una vecchia amica di Bobby anche lei cacciatrice, che dà appuntamento ai due per consegnare loro delle cose appartenute al defunto amico. Arrivati sul luogo dell'appuntamento però, i fratelli Winchester non incontrano la donna: Annie infatti, la sera prima si era recata nella vecchia casa dei Van Ness dove, dopo aver trovato il corpo di due ragazzi, è stata attaccata da un uomo molto grosso. Preoccupati per l'amica, Sam e Dean cercano di ripercorrere i passi di Annie e, come lei, arrivano in quella casa, accompagnati dallo spirito di Bobby che, ancora, non riesce a comunicare con loro. Entrati nella casa, Sam e Dean cominciano le loro ricerche seguendo i segnali di presenze di fantasmi ovunque, mentre Bobby riesce a vedere ciò che ai mortali è invisibile: la casa è piena di fantasmi e, tra questi, Bobby incontra anche Annie. Rimasti a parlare dei tempi passati, Bobby e Annie incontrano un fantasma dal quale si fanno spiegare come spostare gli oggetti. Girando per la casa, i due incontrano anche Victoria, la donna che contattò Annie per farsi aiutare. In quel momento però, Sam e Dean escono dalla casa portando via con sé anche Bobby. Tornati nel motel, i fratelli Winchester decidono di indagare riguardo alla casa e, arrivati nel museo della città, scoprono che anche Annie aveva fatto ricerche al riguardo. Dai racconti, i fratelli Winchester scoprono che la casa appartenne a Whitman Van Ness il quale, dopo una vita di tragedie, dovette rimediare anche ai guai del suo giardiniere.
Nella casa intanto, Annie assiste all'omicidio di altri due ragazzi proprio per mano del fantasma del signor Whitman e, grazie a Annie, scopre che dietro a tutti gli omicidi non si è mai nascosto il giardiniere bensì proprio Van Ness, che trae il suo potere dalle anime che intrappola nella casa.
Continuando a indagare, Sam e Dean rimangono scioccati quando sullo specchio del bagno, leggono un messaggio scritto da Bobby. Senza parole, corrono di nuovo nella casa, senza rendersi conto che Bobby ha tolto dalla tasca di Dean la fiaschetta che lo tiene vincolato. Una volta entrati, Sam e Dean trovano una telecamera la quale mostra l'omicidio dei due ragazzi e, subito dopo, appare loro il fantasma di Victoria che racconta di come dietro gli omicidi si nasconda Whitman e li informa che Annie e Bobby sono lì. Proprio quando i tre stanno parlando però, Victoria viene uccisa da Whitman che, per impedire a Sam e Dean di bruciare le sue ossa, mette nella tasca di Sam una chiave che gli permette di seguirli.
Rimasti soli nella casa, Bobby e Annie cominciano a cercare il posto dove Whitman nasconda i corpi e, grazie alla nuova capacità di Bobby di poter spostare gli oggetti, riescono a trovare la stanza segreta dove il fantasma tiene tutte le sue vittime.
Nello stesso istante, Sam e Dean rischiano la morte a causa proprio del fantasma di Van Ness che Dean riesce a scacciare sparando un colpo alla chiave. Withman ritorna a casa dove scopre il piano di Bobby e Annie. Riusciti a fuggire, Bobby viene colpito da Whitman che sta per ucciderlo ma si salva appena in tempo grazie a Sam e Dean che bruciano le sue ossa. Tornati nella casa per cercare il corpo di Annie, i fratelli Winchester rimangono senza parole quando, di fronte a loro, vedono Bobby. Dopo aver bruciato tutti i corpi, compreso quello di Annie, Sam e Dean hanno un confronto con Bobby durante il quale Dean non mostra di essere molto felice del fatto che lui ha deciso di rimanere bloccato lì con loro. Deluso dal sentire quelle parole, Bobby sparisce per poi ricomparire, senza farsi vedere, nell'auto dove i fratelli Winchester constatano che tutta questa faccenda non andrà a finire per il meglio.
- Supernatural Legend: Fantasmi
- Guest star: Jim Beaver (Bobby Singer), Jamie Luner (Annie Hawkins), Antonio Cupo (Whitman Van Ness), Elysia Rotaru (Victoria Dodd)
- Citazioni: Bobby diverse volte fa riferimento al film Ghost - Fantasma con Patrick Swayze. Dean invece, quando cerca di chiamare i fantasmi presenti a casa Van Ness, chiama anche Slimer.
- Ascolti USA: telespettatori 1 480 000[18]

## La ragazza con il tatuaggio
- Titolo originale: The Girl with the Dungeons and Dragons Tattoo
- Diretto da: John MacCarthy
- Scritto da: Robbie Thompson

### Trama
Sam e Dean ricevono la visita di Bobby che, preoccupato, racconta loro del piano di Dick Roman. Mentre cercano qualcosa per bloccare il Leviatano, Sam riceve una mail da Frank: si tratta di un messaggio di emergenza che viene inviato nel caso qualcuno stia tentando di hackerare il suo hard disk, contenente tutte le informazioni personali dei Winchester e sui Leviatani. Ma grazie al GPS nascosto nell'hard disk, i fratelli Winchester scoprono che il segnale proviene da uno degli uffici di Dick Roman.
5 ore prima: una dipendente di un'agenzia informatica, Charlie Bradbury, arriva al lavoro come tutti i giorni ma, improvvisamente, il suo capo, Pete, la chiama e ad attenderla in ufficio c'è proprio Dick Roman che, avendo notato le grandissime capacità informatiche della ragazza, le affida l'hard disk di Frank per decriptarlo. La ragazza, ignara di tutto, accetta l'incarico e quando riesce nell'intento, spinta dalla curiosità, legge delle informazioni sui Leviatani. Incredula, Charlie è costretta a ricredersi quando di nascosto sorprende Dick Roman e un suo amico Leviatano nutrirsi di Pete e prendere il suo posto. Terrorizzata, la ragazza torna a casa e prende le cose essenziali per fuggire ma qui trova ad aspettarla Sam e Dean. I due, dopo averle spiegato la verità, capiscono che le capacità della ragazza sono indispensabili e, d'accordo anche con lei, escogitano un piano per entrare nella casella e-mail di Dick. Charlie così, seguita e guidata da lontano da Sam e Dean, entra di nuovo nell'ufficio, ignara di essere seguita dal fantasma di Bobby e, riuscendo a corrompere la guardia all'entrata, si intrufola nell'ufficio di Dick dove copia tutte le sue e-mail. Tornata alla sua scrivania, la ragazza decripta la posta e informa i fratelli Winchester che un pacco dall'Arabia Saudita è in arrivo all'aeroporto. Riuscendo a creare un diversivo, la valigetta viene intercettata da Sam e Dean che, allo stesso tempo, sostituiscono il pacco per Dick con una bomba al borace.
Nel frattempo Charlie cancella tutti i documenti compromettenti sull'hard disk prima che Dick se ne accorga e, mentre il Leviatano si allontana per ricevere il pacco, riesce a fuggire. Dick però, in seguito all'esplosione della bomba, capisce di essere stato ingannato e fa bloccare tutte le uscite dell'ufficio, intrappolando Charlie. La ragazza sembra spacciata, ma l'arrivo di Bobby riesce a salvarla: l'uomo infatti, dopo averla spinta, fratturandole però un braccio, attacca Dick. Nel frattempo arrivano anche Sam e Dean che portano in salvo Charlie che, allontanando la fiaschetta, porta via anche Bobby.
Dopo aver scoperto che all'interno della valigetta c'è un pezzo di argilla rossa, i fratelli Winchester aiutano Charlie a scappare e l'accompagnano alla stazione. Inoltre Sam e Dean capiscono che il fantasma di Bobby sta diventando pericoloso e, a malincuore, confermano che, dopo aver risolto la questione dei Leviatani, dovranno occuparsi anche di Bobby.
- Supernatural Legend: Leviatano
- Guest star: Jim Beaver (Bobby Singer), Kevin McNally (Frank Devereaux), James Patrick Stuart (Richard Roman/Leviatano), Felicia Day (Charlie Bradbury)
- Musiche: Walking On Sunshine (Katrina & The Waves)
- Citazioni: nel corso dell'episodio vengono fatti numerosi riferimenti a libri, film e saghe cinematografiche, principalmente di genere fantasy. Vengono citati l'Occhio di Sauron e la Contea da Il Signore degli Anelli; il film Wargames (entra nel programma citando Joshua e il professor Falken),  poi vengono citati Hermione e la Camera dei segreti dalla saga di Harry Potter; inoltre viene citata la Principessa Leila da Guerre stellari e, alla fine dell'episodio, Charlie saluta i fratelli Winchester con il "saluto vulcaniano" del Signor Spock, da Star Trek. Inoltre, a un certo punto, Dean paragona Charlie a Veronica Mars. In ultimo, Charlie dice di avere un tatuaggio raffigurante la Principessa Leila che cavalca un dado a venti facce (dado utilizzato nel gioco di ruolo Dungeons & Dragons, con riferimento al titolo originale dell'episodio).
- Curiosità: il titolo originale dell'episodio è un riferimento al romanzo Uomini che odiano le donne (The Girl With The Dragon Tatoo) di Stieg Larsson, divenuto poi un film, e al gioco di ruolo fantasy Dungeons & Dragons.
- Ascolti USA: telespettatori 1 530 000[19]

## Leggere è fondamentale
- Titolo originale: Reading is Fundamental
- Diretto da: Ben Edlund
- Scritto da: Ben Edlund

### Trama
South Chicago, Illinois. Mentre i fratelli Winchester rompono il pezzo di argilla, che faceva da strato protettivo a una tavoletta di pietra, strani fulmini si scagliano sull'intera nazione e colpiscono un giovane studente talentuoso del Michigan, Kevin Tran, alle prese con i test di ammissione per la Princeton University. Il ragazzo comincia ad avere strane allucinazioni e scappa di casa, rubando l'auto della madre, per seguire una strada a lui sconosciuta. L'indomani, Sam riceve una chiamata da Meg la quale informa i fratelli che, la sera prima, proprio in concomitanza con la rottura dell'argilla, Castiel si è svegliato dal suo stato comatoso. Giunti di corsa alla clinica, Sam e Dean si trovano di fronte a un Castiel che si ricorda tutto ma che, allo stesso tempo, sembra aver perso il senno. Dopo aver appreso proprio dalle parole dell'angelo che la tavoletta è stata scritta da Metatron, lo scriba di Dio, ma in una lingua non comprensibile agli angeli, Meg vorrebbe provare a leggerla, ma Dean inizia a discutere con la demone non fidandosi del tutto di lei. Castiel, infastidito dal litigio, si allontana lasciando cadere la tavoletta che si infrange in vari pezzi. Mentre Dean segue Castiel, intanto Sam comincia a discutere con Meg, la quale fa capire al cacciatore che per far ragionare Castiel è fondamentale il suo aiuto. Poco dopo però Sam e Meg si accorgono che qualcuno ha rubato la tavoletta e riescono a fermare un ragazzo in fuga: si tratta di Kevin che sostiene di dover custodire la tavola e di saperla leggere; inoltre toccando i vari pezzi riesce a ricomporla. Dean cerca di far ragionare Castiel che però non ha intenzione di aiutarlo a combattere contro i Leviatani. In quel momento, arrivano altri due angeli, Hester e Inias, che vogliono prendere Kevin, in quanto Profeta di Dio, per proteggerlo e fargli apprendere il "Verbo di Dio" nel deserto. Dopo aver visto Castiel però, i due angeli si fermano, meravigliati di vedere che l'amico è ancora vivo, mentre Dean riesce a scacciarli attivando un simbolo enochiano. Preoccupati per la loro incolumità, Sam e Dean si rifugiano alla baita di Rufus dove, raggiunti anche da Castiel, incoraggiano Kevin a tradurre la tavoletta per trovare informazioni utili sui Leviatani. Inoltre Castiel rivela di essere stanco di combattere e cerca di approcciarsi con grande sensibilità alle questioni terrene.
Meg intanto, incontra altri due demoni ai quali confessa di avere Castiel e, subito dopo, li uccide, attirando in quel luogo anche Hester e Inias. Dean cerca di convincere gli angeli a non portare via Kevin, ma Hester si scaglia contro Castiel per le delusioni ricevute a seguito del suo comportamento. A seguito di una estenuante lotta con Castiel, Meg uccide Hester e, dopo aver permesso a Kevin di decifrare tutta la tavola, Inias lo prende in custodia e lo riporta a casa.
Sam e Dean leggono che per uccidere i Leviatani è necessario, tra vari ingredienti, il sangue di un angelo caduto e, vista la necessità, Castiel dà ai fratelli Winchester il suo sangue.
Arrivato a casa, scortato dai due angeli, Kevin riceve una brutta sorpresa: uno dei Leviatani è li ad aspettarlo e uccide i due angeli.
- Supernatural Legend: Angeli, Leviatano
- Guest star: Misha Collins (Castiel), Rachel Miner (Meg), Osric Chau (Kevin Tran), Benito Martinez (Edgar), Emily Holmes (Hester), Lissa Neptuno (Channing)
- Ascolti USA: telespettatori 1 580 000[20]
- Musiche: Bach (Johann Sebastian)
- Citazioni: Castiel, in macchina con i Winchester, Meg ed il giovane Profeta, tocca il naso di quest'ultimo dicendo "Biip", citando lo stesso gesto di Alanis Morissette nel film Dogma, dove interpretava Dio.

## Ci sarà sangue
- Titolo originale: There Will Be Blood
- Diretto da: Guy Norman Bee
- Scritto da: Andrew Dabb e Daniel Loflin

### Trama
Mentre Dick mostra al mondo la sua ricerca basata su cibi che migliorano la salute, Edgar gli porta il giovane Kevin che, minacciato, non può far altro che tradurre la tavola con il verbo di Dio al Leviatano.
Allo stesso tempo, anche Sam e Dean tentano invano di capire cosa, oltre al sangue di Castiel, serva loro per costruire l'arma. Così, mentre Sam realizza che Dick vuole drogare l'umanità con il suo nuovo progetto per il cibo, Dean ha un faccia a faccia con Bobby che, pur non riuscendo a controllare la rabbia, suggerisce loro di cercare il sangue di Crowley e di un Alpha, altri due ingredienti per distruggere i Leviatani. I fratelli Winchester evocano così Crowley che, ignaro del fatto che i due abbiano già il sangue di un angelo, si schiera dalla loro parte ma decide di dare il suo sangue per ultimo. Dando loro le indicazioni per trovare un Alpha, Crowley se ne va lasciando Sam e Dean attoniti. Mentre sono al supermercato per fare rifornimento lungo il viaggio, i fratelli Winchester devono decidere cosa fare con Bobby perché temono che possa diventare uno spirito vendicativo, ma notano che alcuni clienti si comportano in modo strano e capiscono che Dick ha già contaminato tutto il cibo e l'unico modo per evitare l'intossicazione è mangiare frutta e verdura.
Sam e Dean arrivano nella città dove si nasconde l'Alpha e giunti nel covo dei vampiri, trovano tre di loro senza vita e scoprono una stanza segreta dove trovano una ragazza, Emily, che racconta ai due di essere stata rapita a 8 anni dall'Alpha. Inoltre racconta che alcuni vampiri che la proteggevano sono morti dopo aver morso degli umani, dunque i Winchester capiscono che la sostanza della quale si stanno nutrendo gli umani è letale per altre creature. Per proteggere Emily e lasciare Bobby lontano da loro, Sam e Dean arrivano in un motel dove lasciano a Emily tutti i contatti per essere al sicuro. Non appena i due escono però, Emily chiama suo padre e, felice, esce dalla stanza. Bobby, infuriato per quanto visto e per non poter uscire dalla stanza, riesce ad aprire la cassaforte e, presa la sua fiaschetta, si impossessa del corpo di una cameriera per lasciare quel posto.
Sam e Dean intanto, armati con di sangue infetto dalla droga di Dick, arrivano al covo dell'Alpha dove, dopo essere stati sorpresi dai vampiri, si trovano proprio di fronte a lui. Accanto all'Alpha, arriva poi Emily, e i fratelli Winchester realizzano di essere stati imbrogliati. Sam e Dean provano a convincere l'Alpha che la formula di Dick uccide i vampiri, ma lui non crede ai fratelli e confessa di essere in contatto con Dick da tempo che gli ha promesso di rendere la caccia agli umani più facile. Dopo essere informato dell'arrivo di Edgar, l'Alpha fa portare via Sam e Dean.
Rimasto solo con il Leviatano però, l'Alpha si rende conto che i fratelli Winchester avevano ragione e, solo grazie al loro intervento, riesce a salvarsi. Messo di fronte alla realtà, l'Alpha non può far altro che collaborare con i due e dare loro il suo sangue. Tornati al motel, Sam e Dean scoprono che Bobby se n'è andato.
In quello stesso istante, Dick convoca Crowley.
- Supernatural legend: Alpha, Leviatano
- Guest star: Jim Beaver (Bobby Singer), Mark Sheppard (Crowley), James Patrick Stuart (Richard Roman/Leviatano), Osric Chau (Kevin Tran), Benito Martinez (Edgar), Laci J Mailey (Emily)
- Musiche: Why Can't We Be Friends? (War)
- Citazioni: Dean, riferendosi a Edgar e al vampiro Alpha, li chiama "Pac-Man" e "True Blood".
- Curiosità: il titolo episodio è un riferimento all'omonimo film statunitense del 2007 tradotto in Italia con il titolo Il petroliere con Daniel Day-Lewis
- Ascolti USA: telespettatori 1 680 000[21]

## La legge del più forte
- Titolo originale: Survival of the Fittest
- Diretto da: Robert Singer
- Scritto da: Sera Gamble

### Trama
Crowley, bloccato da Dick, firma un contratto con il Leviatano nel quale i due convengono che, in cambio dell'intero Canada, consegnerà ai fratelli Winchester una fiala di sangue di un demone qualsiasi così che il loro rito per ucciderlo non possa andare a buon fine.
Intanto, Sam e Dean trovano un altro ingrediente per distruggere i Leviatani: le ossa di un umano virtuoso. Tornati al rifugio, evocano Crowley per farsi consegnare il suo sangue, ma il demone tarda a palesarsi (perché ancora impegnato con Dick). In quel momento Sam e Dean ricevono l'inaspettata visita di Meg che, con sé, porta anche Castiel. Sempre più frastornato, tra un discorso senza senso e l'altro, Castiel riesce a informare Sam e Dean che Dick ha preso Kevin e che i Leviatani possono uccidere gli angeli, motivo per il quale la sua guarnigione è sparita. In quel momento appare nella stanza Crowley, sorpreso di vedere Castiel vivo ma che non è più lo stesso. Il re degli inferi, dopo aver consegnato la fiala di sangue ai fratelli Winchester, li informa del piano di Dick, creando così molti dubbi nei due che non possono essere certi che quello sia realmente il suo sangue. Prima di andarsene, oltre al dubbio sul sangue, Crowley mette in crisi Sam e Dean dicendo loro che Castiel è la loro arma segreta. 
Vagando in città, Bobby, nel corpo della cameriera, è fuori controllo e sempre più deciso ad arrivare a Dick Roman per ucciderlo.
Intanto Dick organizza una riunione con tutti gli altri Leviatani ai quali mostra la sua nuova arma: una forma di panna che uccide chiunque non abbia i requisiti adatti, scelti secondo i loro criteri. Kevin, riuscito a scappare dalla stanza dov'era prigioniero, ascolta tutti i discorsi fatti dai Leviatani e, spaventato, prova a fuggire, venendo però fermato da Susan, fedele segretaria di Dick.
La sera, Sam e Dean decidono di portare a termine l'incantesimo e, dopo aver messo insieme le varie fiale di sangue, ci immergono l'osso di una suora virtuosa. Nonostante non succeda niente che faccia capire che l'incantesimo sia andato a buon fine, i fratelli Winchester si recano agli uffici di Dick Roman dove, entrati nei circuiti delle telecamere di videosorveglianza, scoprono che Dick ha creato dei suoi sosia. Mentre pensano a come agire, Sam vede avvicinarsi un'auto dalla quale riconosce la cameriera del motel. Capendo che si tratta di Bobby, Sam corre a fermarlo ma Bobby, in preda alla rabbia, rischia di uccidere sia l'amico che la donna.
Tornati alla baita, Sam e Dean, solo grazie a Meg, capiscono che per rintracciare il vero Dick Roman hanno bisogno dell'aiuto di Castiel in quanto, avendo ospitato in sé tutti i Leviatani, conosce molto bene il vero aspetto di ognuno. Ma l'angelo rifiuta ancora una volta di dare il suo aiuto perché teme di poter rovinare tutto.
Bobby, palesatosi ai ragazzi, confessa loro di rendersi conto di essere diventato un fantasma vendicativo e, dopo varie raccomandazioni, li saluta per un'ultima volta lasciandoli incapaci di reagire e attoniti.
Distrutti per la perdita di Bobby, Sam e Dean si preparano a combattere Dick. Dopo aver chiarito con Dean, Castiel si convince ad aiutarli. Il piano ha inizio: Meg arriva con l'Impala e inizia a uccidere i Leviatani fuori dall'edificio fino a quando due demoni non la bloccano per conto di Crowley.
All'interno dell'edificio, Dean è con Castiel alla ricerca del vero Dick e, finalmente, giungono a lui, chiuso in laboratorio. Sam cerca invece di salvare Kevin che, non appena vede l'amico, lo informa del veleno contenuto nella panna e lo convince a correre al laboratorio per farlo saltare in aria.
Tutti giungono al laboratorio e, con l'aiuto di Castiel, Dean riesce a trafiggere Dick con l'osso bagnato dal sangue. Inizialmente sembra non succedere niente ma, dopo qualche istante, Dick esplode. Sam si fa da parte per proteggere Kevin, ma appena si gira si accorge che anche Castiel e Dean sono spariti. Crowley si palesa a lui e, dopo aver preso Kevin, lo informa riguardo agli effetti collaterali dell'arma divina, facendo così capire a Sam che il demone ha compiuto il suo doppio gioco: ora è il solo a regnare sulla Terra. Non trovando spiegazioni a quanto successo, Sam, terrorizzato dalla scomparsa di Dean e Castiel, chiede risposte a Crowley ma il demone sparisce.
Dean si risveglia con Castiel in un luogo buio: l'angelo prima di sparire e lasciare solo l'amico circondato da delle creature minacciose, lo informa di essere stati portati da Dick in Purgatorio.
- Supernatural Legend: Leviatano, Demoni
- Guest star: Misha Collins (Castiel), Rachel Miner (Meg), Jim Beaver (Bobby Singer), Mark Sheppard (Crowley), James Patrick Stuart (Richard Roman/Leviatano), Osric Chau (Kevin Tran), Larissa Gomes (Louise)
- Musiche: Carry On Wayward Son (Kansas), Vincent (Don McLean), Born to Be Wild (Steppenwolf)
- Ascolti USA: telespettatori 1 560 000 - share 2%[22]